# Рамос Кастильо, Алфредо
Алфредо Рамос «Осьминог» Кастильо (порт. Alfredo Ramos «Polvo» Castilho; 27 октября 1924, Жакареи — 31 июля 2012) — бразильский футболист, центральный защитник.

## Карьера
Алфредо Рамос начал свою карьеру в клубе «Сантос», а в 1950 году перешёл в «Сан-Паулу» за который выступал на протяжении 7 лет, сыграв за клуб 315 раз (86 побед, 59 ничьих, 70 поражений) и выиграл чемпионат Сан-Паулу в 1953 году. Завершил свою карьеру Алфредо Рамос в клубе «Коринтианс», за который в течение двух лет провёл лишь 33 матча и забил 1 мяч, игре за «Тимао» Алфредо Рамосу помешала травма, полученная 20 октября 1957 года в матче со своей бывшей командой «Сан-Паулу», в той игре Алфредо сломал ногу, а игра завершилась со счётом 1:1. Завершил карьеру Рамос в 1959 году.
В сборной Бразилии Алфредо Рамос выступал с 1953 по 1956 год, играя на двух чемпионатах Южной Америки в 1953 и 1956 годах и кубке Освалдо Круза. На чемпионат мира в 1954 году Алфредо Рамос поехал, но на поле не выходил.
По окончании карьеры Алфредо Рамос стал тренером, работая с «Коринтиансом» в 1962 году и «Сан-Паулу» в 1972. Трёхцветные провели под его началом 42 игры, из которых 23 выиграли, 15 свели вничью и только 4 проиграли. Самыми обидными для тренера Рамоса стали поражение в полуфинале кубка Либертадорес от аргентинского «Индепендьенте», и в решающем матче чемпионата штата, когда победа «Сан-Паулу» в матче над «Палмейрасом» обеспечивало команде чемпионство. Но клубы сыграли вничью 0:0.

## Достижения
- Чемпион штата Сан-Паулу: 1953
- Обладатель Кубка О’Хиггинса: 1955
- Обладатель кубка Освалдо Круза: 1955